# Goniosoma
Genre
Synonymes
- Progoniosoma Roewer, 1913
- Lyogoniosoma Mello-Leitão, 1926
- Glyptogoniosoma Mello-Leitão, 1932
- Goniosomella Mello-Leitão, 1936
- Xulapona Mello-Leitão, 1936
- Metalyogoniosoma Soares & Soares, 1946

Goniosoma est un genre d'opilions laniatores de la famille des Gonyleptidae.

## Distribution
Les espèces de ce genre sont endémiques du Brésil. Elles se rencontrent dans les États de São Paulo, de Rio de Janeiro, d'Espírito Santo et du Minas Gerais.

## Liste des espèces
Selon World Catalogue of Opiliones (20/08/2021) :
- Goniosoma apoain DaSilva & Gnaspini, 2010
- Goniosoma calcar (Roewer, 1913)
- Goniosoma capixaba DaSilva & Gnaspini, 2010
- Goniosoma carum (Mello-Leitão, 1936)
- Goniosoma dentipes Koch, 1839
- Goniosoma ensifer (Mello-Leitão, 1940)
- Goniosoma lepidum Gervais, 1844
- Goniosoma macracanthum (Mello-Leitão, 1922)
- Goniosoma monacanthum Gervais, 1844
- Goniosoma obscurum Perty, 1833
- Goniosoma roridum Perty, 1833
- Goniosoma unicolor (Mello-Leitão, 1932)
- Goniosoma varium Perty, 1833
- Goniosoma vatrax Koch, 1845
- Goniosoma venustum Koch, 1839
- Goniosoma versicolor Perty, 1833

## Publication originale
- Perty, 1833 : « Arachnides Brasilienses. » Delectus animalium articulatorum, quae in itinere per Brasiliam annis MDCCCXVII-MDCCCXX jussu et auspiciis Maximiliani Josephi I Bavariae Regis augustissimi peracto, collegerunt Dr. J. B. de Spix et Dr. C. F. Ph. de Martius, Friedrich Fleischer, Monachii, p. 191-209 (texte intégral).